# Agamyxis pectinifrons
Agamyxis pectinifrons (Cope , 1870) è un pesce osseo d'acqua dolce appartenente alla famiglia Doradidae.

## Distribuzione e habitat
È endemico del bacino del Rio delle Amazzoni, in America meridionale.

## Descrizione
Misura fino a 15 cm di lunghezza.

## Acquariofilia
Allevato in acquario.